# Snake River (Nushagak Bay)
Der Snake River (englisch für „Schlangenfluss“) ist ein 85 Kilometer langer Zufluss der Bristol Bay im Südwesten des US-Bundesstaats Alaska. 

## Verlauf
Der Snake River bildet den Abfluss des Lake Nunavaugaluk. Er fließt in anfangs in südöstlicher, später in überwiegend südlicher Richtung, wobei er ein stark mäandrierendes Verhalten mit zahlreichen Flussschlingen und Altarmen aufweist. 15 Kilometer oberhalb der Mündung trifft der Weary River rechtsseitig auf den Snake River. Dieser mündet schließlich 25 Kilometer südwestlich von Dillingham in die Nushagak Bay. Weiter westlich mündet der Igushik River, weiter östlich der Nushagak River in die Bucht.
Der mittlere Abfluss am Ausfluss aus dem Lake Nunavaugaluk liegt bei 15,4 m³/s. Die höchsten Abflüsse treten im Mai und Juni während der Schneeschmelze auf.

## Fauna
Das Flusssystem wird im Sommer von einer kleineren Population von Rotlachsen (Oncorhynchus nerka) zum Laichen genutzt. 